# Eupithecia anasticta
Eupithecia anasticta är en fjärilsart som beskrevs av Louis Beethoven Prout 1926. Eupithecia anasticta ingår i släktet Eupithecia och familjen mätare. Inga underarter finns listade i Catalogue of Life.